# Blanus alexandri
Espèce
Blanus alexandri est une espèce d'amphisbènes de la famille des Blanidae.

## Répartition
Cette espèce est endémique de la province de Mardin en Turquie.

## Étymologie
Cette espèce est nommée en l'honneur d'A. Allan Alexander.

## Publication originale
- Sindaco, Kornilios, Sacchi & Lymberakis, 2014 : Taxonomic reassessment of Blanus strauchi (Bedriaga, 1884) (Squamata: Amphisbaenia: Blanidae), with the description of a new species from south-east Anatolia (Turkey). Zootaxa, no 3795 (3), p. 311–326.